# Wouter Wippert
Wouter Wippert (Wierden, 14 agosto 1990) è un ciclista su strada olandese che corre per il team EvoPro Racing. Ha caratteristiche di velocista, ed è professionista dal 2014.

## Carriera
Nel 2011 vince una tappa al Tour de Berlin e una nel prestigioso Tour de l'Avenir. L'anno dopo ottiene la medaglia di bronzo in linea tra gli Under-23 ai campionati europei di Goes; sempre nel 2012 si aggiudica una frazione al Triptyque des Monts et Châteaux, gara UCI Europe Tour, e una alla Vuelta a Navarra.
Dall'agosto 2012 al termine della stagione gareggia come stagista tra le file del team World Tour Lotto-Belisol. In precedenza aveva vestito la divisa della squadra giovanile, la Lotto-Belisol U23. Nel 2013 gareggia con il team Continental belga 3M, ma non ottiene successi nel circuito continentale.
Per la stagione 2014 passa tra le file della Drapac, squadra Professional Continental australiana, con cui vince subito, tra le altre, due tappe alla New Zealand Cycle Classic, una al Tour de Taiwan, una al Tour of China e una al Tour of Japan. Nel 2015 ottiene il primo successo parziale in una prova dell'UCI World Tour vincendo la tappa conclusiva del Tour Down Under, prova di apertura del circuito mondiale; in stagione si aggiudica anche due tappe al Tour de Taiwan e due al Tour de Korea.
Nel 2016 si trasferisce al team World Tour statunitense Cannondale. Durante l'anno, gareggiando perlopiù in Europa, non ottiene vittorie, ma solo piazzamenti: è infatti secondo in tappe alla Volta ao Algarve, al Tour of California e al Czech Cycling Tour (due volte), alla Heistse Pijl e ai campionati nazionali in linea, nonché terzo nella prima tappa del Tour Down Under.

## Palmarès
- 2007 (Juniores)

1ª tappa Acht van Bladel (Bladel > Bladel)
4ª tappa Acht van Bladel (Bladel > Bladel)
- 2008 (Juniores)

1ª tappa Ster der Vlaamse Ardennen (Michelbeke > Michelbeke)
- 2010 (Davo-Lotto-Davitamon Under-23, una vittoria)

7ª tappa Okolo Slovenska (Jaslovské Bohunice > Jaslovské Bohunice)
- 2011 (Omega Pharma-Lotto-Davo Under-23, cinque vittorie)

2ª tappa Tour de Berlin (Rudow)
1ª tappa Tour de la Province de Namur (Namur > Ciney)
3ª tappa Tour de la Province de Namur (Bièvre > Gedinne)
4ª tappa Tour de la Province de Namur (Gesves > Walcourt)
2ª tappa Tour de l'Avenir (Rambervillers > Bruyères)
- 2012 (Lotto-Belisol Under-23, due vittorie)

4ª tappa Triptyque des Monts et Châteaux (Belœil > Tournai)
2ª tappa Vuelta a Navarra (San Adrián > Pitillas)
- 2013 (Team 3M, una vittoria)

1ª tappa Tour de la Province de Namur (Namur > Doische)
- 2014 (Drapac Professional Cycling, otto vittorie)

2ª tappa New Zealand Cycle Classic (Palmerston North)
4ª tappa New Zealand Cycle Classic (Circuito di Ashhurst)
3ª tappa Tour de Taiwan (Changhua > Changhua)
9ª tappa Tour of Hainan (Danzhou > Chengmai)
4ª tappa Tour of China II (Gucheng > Laohekou)
1ª tappa Tour de Kumano (Shingū > Shingū)
3ª tappa Tour de Kumano (Taiji > Taiji)
1ª tappa Tour of Japan (Mino > Mino)
- 2015 (Drapac Professional Cycling, cinque vittorie)

6ª tappa Tour Down Under (Adelaide > Adelaide)
1ª tappa Tour de Taiwan (Taipei > Taipei)
3ª tappa Tour de Taiwan (Changhua > Changhua)
1ª tappa Tour de Korea (Pusan > Gumi)
6ª tappa Tour de Korea (Pusan > Gumi)
- 2017 (Cannondale-Drapac Pro Cycling Team, due vittorie)

2ª tappa Tour of Alberta (Spruce Grove > Spruce Grove)
4ª tappa Tour of Alberta (Edmonton > Edmonton)
- 2018 (Roompot-Nederlandse Loterij, una vittoria)

Omloop Mandel-Leie-Schelde Meulebeke

### Altri successi
- 2009 (Davo-Lotto-Davitamon Under-23)

Criterium di Ham
Criterium di Rumst
- 2010 (Davo-Lotto-Davitamon Under-23)

Criterium di Dilsen-Stokkem
Omloop van de Grensstreek (Criterium)
- 2011 (Omega Pharma-Lotto-Davo Under-23)

Classifica a punti Tour de la Province de Namur
Criterium di Elim
Wielerronde van 't Zand
Criterium di Enter
Criterium di Epe
OCBC Singapore (Criterium)
- 2014 (Drapac Professional Cycling)

Classifica a punti Tour de Kumano
- 2016 (Cannondale-Drapac Pro Cycling Team)

1ª tappa Czech Cycling Tour (Frýdek-Místek, cronosquadre)
Classifica a punti Czech Cycling Tour
- 2017 (Cannondale-Drapac Pro Cycling Team)

Classifica a punti Tour of Alberta

## Piazzamenti

### Classiche monumento
- Parigi-Roubaix

2016: 87º
2017: 42º

### Competizioni mondiali
- Campionati del mondo

Copenaghen 2011 - In linea Under-23: 7º
Limburgo 2012 - In linea Under-23: 9º